# Zfone
Zfone — програмне забезпечення для безпечної передачі мовних даних через Інтернет (VoIP). Програма дозволяє вести приватні переговори де завгодно, з ким завгодно і коли завгодно. Проект Zfone був заснований Філіпом Циммерманом, творцем Pretty Good Privacy (PGP), широко розповсюдженого програмного забезпечення для шифрування. Розробка проводилася за участю компаній Svitla Systems, Soft Industry і Ukrainian Hi-tech Initiative.

## Опис
Zfone використовує протокол ZRTP, який відрізняється від інших підходів до безпеки VoIP досягненням необхідного рівня безпеки, не спираючись на PKI, сертифікацію ключів, органи сертифікації. Zfone працює на більшості існуючих SIP і RTP - програм, таких як Gizmo5, але також передбачає роботу з будь-яким програмним забезпеченням VoIP, сумісним з SIP, RTP, H.323 і будь-яким протоколом IP-телефонії, де передача даних здійснюється по RTP.
Zfone працює на будь-якій системі Windows XP, Mac OS X або Linux PC. Він перехоплює і фільтрує всі IP-пакети і забезпечує безпеку дзвінка в режимі реального часу. Програмне забезпечення Zfone визначає початок дзвінка і ініціює перевірку відповідності криптографічного ключа між сторонами, а потім переходить до шифрування голосових пакетів. 
Програмне забезпечення VoIP має свій власний програмний інтерфейс, що повідомляє користувачеві про входження в сеанс захищеного зв'язку. Zfone взаємодіє з будь-яким стандартним IP-телефоном, але шифрує дзвінки лише у випадку, якщо користувач дзвонить на інший ZRTP клієнт. Zfone доступний в якості універсального «розширення» для широкого спектра існуючих VoIP клієнтів, забезпечуючи їх функціями захищеної передачі даних по каналах VoIP.
Остання версія програми, доступна до скачування, випущена 22 березня 2009 р, а 29 січня 2011 р. з'явилася інформація про проблеми з сервером скачування і рекомендація використовувати Silent Phone.

## Специфікація
- Програмний продукт Zfone доступний для платформ Mac OS X, Windows і Linux як у вигляді програми, готової до використання, так і у вигляді комплекту для розробки (SDK)
- Процедури криптографічного перетворення застосовують стандарт шифрування AES (FIPS Pub. 197, 26.11.2001) на довжині ключа 128 і 256 біт, і систему формування сеансового ключа на основі алгоритму Діффі-Геллмана, на довжинах ключа до 3072-біт (класичний) і 256, 384 512 біт (на еліптичних кривих, на тих же показниках криптостійкості). Еліптичні криві доступні тільки в платній версії програми.